# Zwitserse Bondsraadsverkiezingen 1863
De Zwitserse Bondsraadsverkiezingen van 1863 vonden plaats op 12 december 1863, volgend op de federale parlementsverkiezingen van oktober 1863 en het ontslag van zittend Bondsraadslid Jakob Stämpfli per 31 december 1863.
Karl Schenk uit het kanton Bern werd als nieuw lid van de Bondsraad verkozen. De overige zittende leden van de Bondsraad werden herverkozen.

## Verloop van de verkiezingen
Jakob Stämpfli, afkomstig uit het kanton Bern, kondigde zijn ontslag uit de Bondsraad aan in de loop van 1863. Dit ontslag zou ingaan in de overgang van 31 december 1863 op 1 januari 1864. Stämpfli was tot Bondsraadslid verkozen bij de Bondsraadsverkiezingen van 1854 en was gedurende negen jaar in functie. In de laatste dagen van Stämpfli's ambtstermijn kwam de Bondsvergadering samen om een opvolger voor hem te benoemen. Karl Schenk, die eveneens van het kanton Bern afkomstig was en op dat moment voorzitter was van de Kantonsraad, werd reeds in de eerste stemronde nipt verkozen als Bondsraadslid. Schenk behaalde 84 stemmen, terwijl de vereiste absolute meerderheid 83 stemmen bedroeg.
Uitgezonderd Jakob Stämpfli stelden de zes overige leden van de Bondsraad zich opnieuw kandidaat voor een nieuwe ambtstermijn van drie jaar. Zittend vicebondspresident Jakob Dubs uit het kanton Zürich werd als eerste lid herkozen, gevolgd door de verkiezing van het nieuwe lid Karl Schenk. Dubs en Schenk werden later ook tot bondspresident en vicebondspresident voor 1864 verkozen. Zittend bondspresident Constant Fornerod uit het kanton Vaud was het derde lid dat werd verkozen, gevolgd door Melchior Josef Martin Knüsel uit het kanton Luzern als vierde verkozene, Friedrich Frey-Herosé uit het kanton Aargau als vijfde verkozene, Wilhelm Matthias Naeff uit het kanton Sankt Gallen als zesde verkozene en Giovanni Battista Pioda uit het kanton Ticino als zevende en laatste verkozene.
Johann Ulrich Schiess werd herverkozen als bondskanselier van Zwitserland.

## Resultaten
| Kandidaten                | Kandidaten                | 1e ronde |
| ------------------------- | ------------------------- | -------- |
|                           | Karl Schenk               | 84       |
|                           | Constant Fornerod         | 31       |
|                           | Eduard Blösch             | 10       |
| Andere                    | Andere                    | 39       |
| Uitgedeelde stembiljetten | Uitgedeelde stembiljetten | 164      |
| Ingevulde stembiljetten   | Ingevulde stembiljetten   | 164      |
| Blancostemmen             | Blancostemmen             | 0        |
| Ongeldige stemmen         | Ongeldige stemmen         | 0        |
| Geldige stemmen           | Geldige stemmen           | 164      |
| Absolute meerderheid      | Absolute meerderheid      | 83       |